# Strašilkovci
Strašilkovci (Mantophasmatodea) jsou řád hmyzu popsaný teprve nedávno v roce 2002.[zdroj⁠?!] První známé druhy pocházejí z Afriky (Namibie a Tanzanie). Podle molekulárních analýz jsou příbuzní se cvrčkovci (Grylloblattodea) a mohou být s nimi řazeni do jednoho řádu Notoptera.

## Popis
Vývoj strašilkovců probíhá proměnou nedokonalou. Živí se dravě. Na hlavě mají dlouhá tykadla a kousavé ústní ústrojí. Tělo mají žlutavé, hnědavé, jasně zelené nebo zelenobílé a jsou bezkřídlí.

## Objev řádu
Strašilkovci byly poprvé popsání podle starých muzejních exemplářů, které pocházely z Namibie (Mantophasma zephyrum), Tanzanie (Mantophasma subsolanum) a 45 miliónů starého baltického jantaru (Raptophasma kerneggeri).
První živé exempláře byly nalezeny v Namibií mezinárodní výpravou na počátku roku 2002. Tyrannophasma gladiator byl nalezen na horském masivu Brandberg a Mantophasma zephyrum na masívu v regionu Erongo.